# Holarchaea globosa
Holarchaea globosa är en spindelart som först beskrevs av Hickman 1981.  Holarchaea globosa ingår i släktet Holarchaea och familjen Holarchaeidae.
Artens utbredningsområde är Tasmanien. Inga underarter finns listade i Catalogue of Life.